# Liste der Nummer-eins-Hits in den Niederlanden (1986)
Diese Liste enthält alle Nummer-eins-Hits in den Niederlanden im Jahr 1986. Es gab in diesem Jahr 17 Nummer-eins-Singles und 16 Nummer-eins-Alben.
| Singles | Alben |
| --- | --- |
| - Elton John – Nikita - 7 Wochen (7. Dezember 1985 – 31. Januar 1986) - Feargal Sharkey – A Good Heart - 2 Wochen (1. Februar – 14. Februar) - Billy Ocean – When the Going Gets Tough, the Tough Get Going - 5 Wochen (15. Februar – 21. März) - Cock Robin – The Promise You Made - 2 Wochen (22. März – 4. April) - Falco – Jeanny, Part I - 2 Wochen (5. April – 18. April) - Cliff Richard & The Young Ones – Living Doll - 4 Wochen (19. April – 16. Mai) - George Michael – A Different Corner - 1 Woche (17. Mai – 23. Mai) - Sam Cooke – Wonderful World - 4 Wochen (24. Mai – 20. Juni) - Janet Jackson – What Have You Done for Me Lately - 3 Wochen (21. Juni – 11. Juli) - Wham! – The Edge of Heaven - 3 Wochen (12. Juli – 1. August) - MC Miker G & Deejay Sven – Holiday Rap - 3 Wochen (2. August – 22. August) - UB40 – Sing Our Own Song - 4 Wochen (23. August – 19. September) - Bruce Hornsby – The Way It Is - 1 Woche (20. September – 26. September) - Europe – The Final Countdown - 4 Wochen (27. September – 24. Oktober) - Berlin – Take My Breath Away - 1 Woche (25. Oktober – 31. Oktober) - The Communards – Don’t Leave Me This Way - 5 Wochen (1. November – 5. Dezember) - The Bangles – Walk Like an Egyptian - 5 Wochen (6. Dezember 1986 – 16. Januar 1987) | - Sade – Promise - 6 Wochen (23. November 1985 – 3. Januar 1986, insgesamt 10 Wochen) - BZN (Band Zonder Naam) – Christmas With BZN - 1 Woche (4. Januar – 10. Januar) - Sade – Promise - 2 Wochen (11. Januar – 24. Januar, insgesamt 10 Wochen) - Simply Red – Picture Book - 2 Wochen (25. Januar – 7. Februar, insgesamt 4 Wochen) - Sade – Promise - 2 Wochen (8. Februar – 21. Februar, insgesamt 10 Wochen) - Rocky IV (Soundtrack) - 2 Wochen (22. Februar – 7. März, insgesamt 3 Wochen) - Talk Talk – The Colour of Spring - 2 Wochen (8. März – 14. März, insgesamt 3 Wochen) - Rocky IV (Soundtrack) - 1 Woche (15. März – 21. März, insgesamt 3 Wochen) - Talk Talk – The Colour of Spring - 1 Woche (22. März – 28. März, insgesamt 3 Wochen) - Simply Red – Picture Book - 2 Wochen (29. März – 11. April, insgesamt 4 Wochen) - The Rolling Stones – Dirty Work - 1 Woche (12. April – 18. April) - Prince and The Revolution – Parade - 2 Wochen (19. April – 2. Mai, insgesamt 2 Wochen) - Chris Rea – On the Beach - 2 Wochen (3. Mai – 16. Mai) - Prince and The Revolution – Parade - 2 Wochen (17. Mai – 23. Mai, insgesamt 2 Wochen) - Robert Long – Achter de horizon - 2 Wochen (24. Mai – 6. Juni) - Peter Gabriel – So - 5 Wochen (7. Juni – 11. Juli) - Madonna – True Blue - 3 Wochen (12. Juli – 1. August, insgesamt 11 Wochen) - Wham! – The Final - 3 Wochen (2. August – 22. August) - Madonna – True Blue - 5 Wochen (23. August – 3. Oktober, insgesamt 11 Wochen) - Paul Simon – Graceland - 1 Woche (4. Oktober – 10. Oktober, insgesamt 16 Wochen; → 1987) - Madonna – True Blue - 1 Woche (11. Oktober – 17. Oktober, insgesamt 11 Wochen) - BZN (Band Zonder Naam) – Heartbreaker - 3 Wochen (18. Oktober – 7. November) - Paul Simon – Graceland - 3 Wochen (8. November – 28. November, insgesamt 16 Wochen) - Bruce Springsteen & The E Street Band – Live 1975–85 - 2 Wochen (29. November – 12. Dezember) - Madonna – True Blue - 2 Wochen (13. Dezember – 26. Dezember, insgesamt 11 Wochen) - Berdien Stenberg – Christmas - 1 Woche (27. Dezember 1986 – 2. Januar 1987) |

## Kinderen voor Kinderen
"Kinderen voor Kinderen" ist ein Kinderchor des niederländischen Rundfunksenders VARA, der seit 1980 jedes Jahr ein Album mit neuen Kinderliedern herausbringt. Diese Alben haben den Titel "Kinderen voor Kinderen", gefolgt von der Nummer des Albums.
Gegen Ende 1986 war die Folge 7 eine Woche lang vom 20. bis zum 26. Dezember Spitzenreiter der Album-Charts.
Dieses Album wird in der obigen Bestenliste nicht aufgeführt.

## Jahreshitparaden (1986)
| Singles |
| --- |
| 1. Billy Ocean – When the Going Gets Tough, the Tough Get Going 2. Europe – The Final Countdown 3. George Michael – A Different Corner 4. UB40 – Sing Our Own Song 5. The Communards – Don’t Leave Me This Way 6. Level 42 – Lessons in Love 7. Sam Cooke – Wonderful World 8. Cock Robin – The Promise You Made 9. Madonna – Papa Don’t Preach 10. Wham! – The Edge of Heaven 11. Madonna – Borderline 12. Falco – Jeanny, Part 1 13. Feargal Sharkey – A Good Heart 14. MC Miker G & Deejay Sven – Holiday Rap 15. Elton John – Nikita 16. Berlin – Take My Breath Away 17. Survivor – Burning Heart 18. Paul Simon – You Can Call Me Al 19. Matia Bazar – Ti Sento 20. Michael McDonald – Sweet Freedom |